# Piercing (novela)
Piercing (ピアッシング Piasshingu en su edición original) es una novela, publicada originalmente en 1994, del escritor japonés Ryū Murakami. Traducida al inglés en 2008 y al español en 2011 aborda como temática principal el maltrato infantil y la canalización de la rabia y la frustración, temas presentes en la trayectoria literaria del autor.
Existe una adaptación cinematográfica homónima, dirigida por Nicolas Pesce e interpretada por Christopher Abbott, Mia Wasikowska y Laia Costa, estrenada en el Festival de Sundance 2018.

## Argumento
Kawashima Masayuki es un hombre con una existencia aparentemente feliz, un trabajo estable y una agradable cotidianidad. Casado con Yoko acaba de ser padre de Rie un bebé que ha cumplido cuatro meses. Sin embargo cada noche, desde hace semanas, Masayuki contempla dormir a su bebé sujetando un picahielo y asegurándose que no lo matará. Mediante flashbacks sabremos que la infancia del protagonista fue traumática cristalizando en una suerte de psicópata integrado en sociedad. 
Con el paso del tiempo, fruto de la indecisión y cada vez más desquiciado, decide canalizar esos impulsos homicidas buscando una prostituta al azar. Sin embargo, cuando decide poner en marcha un plan meticulosamente elaborado, todo se deshace y comienzan a aparecer personajes de su pasado y de su inmediato futuro.

## Crítica
Joseph Lapidario, en el artículo Summer is coming: diez libros para atrincherarse ante la canícula publicado en Jot Down destaca Piercing como una novela desconcertante y desasosegante pero a descubrir.

"Teniendo en cuenta que este verano disfrutaremos de la temporada final de Dexter, propongo alternar su visionado con la lectura de esta historia de un padre de familia que cree encontrar en el asesinato una solución para sus desequilibrios mentales, hasta que se topa con una víctima tan demente como él. Amor fou psicopático, ternura marginal y un humor negro muy nipón para una lectura marciana y desasosegante."
Joseph Lapidario (Jot Down Magazine, 2013) 

Elisabeth Martín Gordillo en el blog C Reseñas, reflexiones, artículos... sobre narrativa analiza la obra de Murakami destacando su arranque desasosegante.

"Murakami nos intenta transmitir una realidad en la que el dolor es omnipresente, invasivo, pero lo hace de una manera un tanto ingenua, y termina por componer una especie de advocación contra los malos tratos, una denuncia que no termina de cristalizar porque la historia no se decide por ningún género en concreto: ni novela de horror, ni romántica, ni particularmente reflexiva ni bien escrita. Se lee bien, deprisa y con interés, pero se olvida tan rápido como se leyó."
Elisabeth Martín Gordillo (C, 2018) 

La reseña de Pilar Alberdi en el blog Sobre literatura fantástica alaba el suspense y el dramatismo de la narración.

"Esta obra nos devuelve a la manera de un espejo el trasfondo oscuro de la sociedad, aquello que queda oculto para los demás y que sólo aparece en las noticias de sucesos de los periódicos o escuchan los psicólogos y psiquiatras en sus consultas cuando los problemas ya han llegado a un punto difícil. (...) Pero lo perturbador no es que esta historia forme parte de una novela, sino que es parte de nuestras sociedades, en las que no faltan niños dañados y adultos trastornados en una cadena transgeneracional que no tiene límite si alguien no le pone a tiempo remedio."
Pilar Alberdi (Sobre literatura fantástica, 2012) 